# Reisnerkogel
Reisnerkogel är ett berg i Österrike.   Det ligger i distriktet Mattersburg och förbundslandet Burgenland, i den östra delen av landet, 60 km söder om huvudstaden Wien. Toppen på Reisnerkogel är 351 meter över havet.
Terrängen runt Reisnerkogel är kuperad åt sydväst, men åt nordost är den platt. Närmaste större samhälle är Wiener Neustadt, 14,9 km nordväst om Reisnerkogel. 
I omgivningarna runt Reisnerkogel växer i huvudsak blandskog. Runt Reisnerkogel är det ganska tätbefolkat, med 100 invånare per kvadratkilometer.